# Stockholmi egyezmény

Logo

2016

A Stockholmi Egyezmény a környezetben tartósan megmaradó szerves szennyező anyagokról szóló nemzetközi környezetvédelmi egyezmény, amelyet 2001-ben írtak alá, és 2004 májusában lépett hatályba. Célja, hogy megszüntesse vagy korlátozza a tartósan megmaradó szerves szennyező anyagok termelését és felhasználását, illetve meghatározza az érintett anyagokat, valamint az ezek gyártására, importjára és exportjára vonatkozó szabályokat.
Történelem
1995-ben az ENSZ Környezetvédő Programja (UNEP) az úgynevezett POP anyagokra kívánta felhívni a figyelmet, amelyek a környezetben tartósan fennmaradó szerves szennyező anyagok.
Ezekkel az anyagokkal foglalkozik az 1998-ban aláírt Aarhusi POP (Persistent Organic Pollutants) Jegyzőkönyv. POP-nak számít egy vegyi anyag, ha az alábbi tulajdonságok mindegyike érvényes rá:
1. erősen mérgező;
2. perzisztens, azaz nagyon lassan bomlik csak le nem veszélyes anyagokká;
3. a légkörben, a vizekben és egyes élőlények szöveteiben nagy távolságra szállítódhat, így országhatárokon átterjedő hatással is számolni kell;
4. bioakkumulatív, azaz felhalmozódik az élőlények zsírszöveteiben.

Ezt követően a Kormányközi Kémiai Biztonsági Fórum (IFCS) és a Nemzetközi Vegyi Biztonsági Program (IPCS) készített egy listát a 12 legnagyobb problémát jelentő anyagról, az úgynevezett piszkos tizenkettőt.
Az INC öt alkalommal találkozott 1998 júniusa és 2000 decembere között az egyezmény kidolgozása miatt. Végül a küldöttek elfogadták a Stockholmi Egyezményt a 2001. május 22-23-ára összehívott POP-konferencián Stockholmban, Svédországban.
Az egyezmény tárgyalásai 2001. május 23-án zárultak Stockholmban. Az egyezmény 2004. május 17-én lépett hatályba a kezdeti 128 és 151 aláíró fél ratifikálásával. Co-aláírók vállalják, hogy kilencet a piszkos tizenkettő vegyszerből törvényen kívül helyeznek vagyis kivonnak a forgalomból.
Az egyezményt aláíró felek megállapodtak abban, hogy az egyezményt a későbbiekben bővíteni kell. Az első az új vegyi anyagok hozzáadásáról az Egyezmény genfi konferenciáján állapodtak meg 2009. május 8-án.
A 2011 áprilisában 173 aláírója van az egyezménynek.
2013 februárjában már 178-an vannak az egyezmény szerződő felei.

## Aarhausi egyezmény
- https://web.archive.org/web/20140913085850/http://www.ff3.hu/upload/Aarhus_m.pdf